# Jonathan Rincón
Jonathan Bernardo Rincón Bustamante (Sèvres, Francia, 12 de octubre de 1992) es un futbolista y entrenador colombiano-costarricense, que se ha preparado académicamente en Europa como entrenador de fútbol.

## Biografía
Surgió de las divisiones menores del equipo de fútbol costarricense Asociación Deportiva Carmelita, hasta llegar al equipo profesional en el año 2011. Ahí jugó hasta el año 2012 y tras esto, en el 2013 estuvo en el equipo Asociación Deportiva Ramonense.
A mediados del año 2013 pasa a jugar al equipo Asociación Deportiva Municipal Turrialba en la Temporada 2013-2014, posteriormente estuvo en el equipo del Municipal Grecia en la Temporada 2015- 2016 y a inicios del año 2019 juega con el equipo Four Can F.C. de LINAFA.
En la Temporada 2019-2020 arriba al equipo Limón Fútbol Club de la Primera División de Costa Rica, permaneció en Limón Fútbol Club hasta inicios del año 2020 para ir a estudiar una especialización en fútbol en Alemania, en la Universidad de Leipzig en convenio con el equipo de RB Leipzig de la Bundesliga (1a División Alemana) que ese año participó en la UEFA CHAMPIONS LEAGUE.
A su regreso a Costa Rica en el año 2021, trabajó como entrenador asistente de la categoría U21 del equipo Liga Deportiva Alajuelense de la Primera División costarricense y a mediados del año 2021 inicia como Preparador Físico en la categoría profesional del equipo Municipal Liberia, posteriormente el 22 de octubre del mismo año debuta como entrenador interino del equipo, empatando el partido 0 a 0 contra Asociación Deportiva Carmelita. 

Para el año 2022 arriba al Santa Bárbara Fútbol Club como gerente del equipo, donde logró un bicampeonato en los Torneos de Apertura y Clausura de LINAFA Región Heredia 2022-2023.
En agosto del año 2024 es presentado como uno de los integrantes del cuerpo técnico de la temporada 2024-2025, del equipo Pitbulls F.C.

## Clubes

### Como futbolista
| Club                                     | Año       |
| ---------------------------------------- | --------- |
| Asociación Deportiva Carmelita           | 2011-2012 |
| Asociación Deportiva Ramonense           | 2013      |
| Asociación Deportiva Municipal Turrialba | 2013-2014 |
| Municipal Grecia                         | 2015-2016 |
| Four Can F.C.                            | 2019      |
| Limón Fútbol Club                        | 2019-2020 |
| Santa Bárbara Fútbol Club                | 2023-2024 |

### Como entrenador
| Club                       | Cargo                                                        | Año       |
| -------------------------- | ------------------------------------------------------------ | --------- |
| Liga Deportiva Alajuelense | Entrenador Asistente (U21)                                   | 2021      |
| Municipal Liberia          | Entrenador Asistente, Entrenador Interino, preparador físico | 2021-2022 |
| Pitbulls F.C.              | Entrenador Asistente                                         | 2024      |

### Como gerente
| Santa Bárbara Fútbol Club | Gerente | 2023-2024 |

## Palmarés
En su doble ejecución como futbolista y Gerente Deportivo en Santa Barbara FC, fue Campeón del Torneo Apertura 2022 y Campeón del Torneo Clausura 2023 de LINAFA, Región Heredia. Esto los consagró además como Bicampeones 2022-2023 de LINAFA de Costa Rica.